# Thylamys sponsorius
La marmosa coligruesa argentina (Thylamys sponsorius) es una especie de marsupial didelfimorfo de la familia Didelphidae propio de Sudamérica. Se encuentra en el noroeste de Argentina, y centro y sur de Bolivia.
Tiene la piel dorsal marrón grisáceo a marrón oscuro; su pelaje ventral es gris, pero la parte frontal del tórax es amarillento. Se diferencia de otras especies del género Thylamys por las órbitas oculares, ausentes en los animales jóvenes, y poco desarrolladas en los adultos.